# Богомилов, Стефан
Стефан Богомилов Атанасов (болг. Стефан Богомилов Атанасов; род. 11 апреля 1945, София) — болгарский футболист, нападающий.

## Карьера

### Клубная карьера
Во взрослом футболе дебютировал в 1962 году в клубе «Черно море», где играл на протяжении всей своей карьеры, продолжавшейся четырнадцать лет. Его первый выход на поле состоялся 21 октября 1962 года в матче против команды клуба «Спартак» (Варна). Он быстро зарекомендовал себя на левом фланге атаки, а также нередко впечатлял болельщиков голами, забитыми головой. 
За годы игры в клубе Богомилов забил 27 мячей с пенальти. К нему дважды обращались с предложениями присоединиться к софийским клубам «Славия» и «Левски», но он отказался покидать Варну. Значительную часть своего последнего сезона в клубе Богомилов провёл на скамейке запасных из-за травмы. Спустя некоторое время он был уволен из клуба из-за частых травм и возраста.

### Карьера в сборной
В 1973 году дебютировал в официальных матчах в составе национальной сборной Болгарии. Его первый матч состоялся 5 сентября 1965 года во Франкфурте против сборной ГДР. Он также принимал участие в подготовке к чемпионату мира 1974 года, сыграв 4 февраля 1973 года против сборной Индонезии.
Всего в составе сборной принял участие в пяти матчах, забив один гол.

### Тренерская карьера
После завершения игровой карьеры Богомилов стал тренером. В 1992 году он подписал однолетний контракт с командой «Аль-Джазира», с которой выиграл Кубок Ливии. После этого он вернулся в Болгарию и в 1994 году стал тренером клуба «Черно море».